# Борохал
Борохал (бур. Боро Хаал) — деревня в Осинском районе Усть-Ордынского Бурятского округа Иркутской области. Входит в муниципальное образование «Обуса».

## География
Расположено примерно в 60 км к северо-северо-востоку от районного центра, села Оса, на высоте 410 метров над уровнем моря.

### Внутреннее деление
Состоит из 2-х улиц: Борохальской и Набережной.

## Топонимика
Название Борохал происходит от бурятского боро — сивый, серый и хаал — роща в низине.

## Экология
31 июля 1982 года в 7-и километрах от Борохала в скважине глубиной 860 метров был произведён подземный ядерный взрыв «Рифт-3» мощностью порядка 10 килотонн. В данной местности располагаются геологические разломы, и взрыв вызвал небольшое землетрясение магнитудой 3 балла в Иркутске. В норме при подземном ядерном взрыве порода в стенках взрывной камеры должна быть оплавлена взрывом так, чтобы был образован непроницаемый могильник. Однако, обводнённые карбонатные породы, в толще которых была взорвана бомба, не смогли остекловаться полностью, и во время взрыва на поверхность попали инертные радиоактивные газы, в грунтовые воды попал стронций-90. Многие из жителей населённого пункта страдают заболеваниями эндокринной системы, были случаи рождения детей с генетическими нарушениями, немногие из борохальцев доживают до возраста 60 лет.

## Экономика
Большинство жителей деревни живут натуральным хозяйством.

## Инфраструктура
На 2005 год в деревне функционировала начальная школа, где обучались 4 ребёнка.

## Население
| 2002 | 2010 | 2011 | 2012 |
| ---- | ---- | ---- | ---- |
| 115  | ↘102 | →102 | ↗107 |

В населённом пункте насчитывается около 30-и домов.